# El Robespierre Español
El Robespierre Español, amigo de las leyes: o questiones atrevidas sobre la España fue un periódico liberal de línea radical que se publicó en la Isla de León (Cádiz) en 1811, amparado por el anonimato que propiciaba la ley de libertad de imprenta del 10 de noviembre de 1810. En un momento en que España estaba invadida por los franceses, la salida del primer número el 30 de marzo de 1811 provocó una nueva convulsión en la ya agitada Cádiz. Su autor era consciente del rechazo que provocaba el título −evocador de un personaje de la Revolución Francesa temido y odiado por un pueblo que en esos momentos combatía contra el invasor francés− pero lo usó como catalítico para denunciar los errores cometidos en el pasado, delatar a los traidores y alentar la puesta en marcha de las ideas reformistas. En correlación con el título, el tono elegido y las imprecaciones proferidas por el autor eran igualmente terribles: 

“Alzad un Robespierre español, que ilustrado, pero furibundo y sanguinario, haga correr torrentes espumosos de la espuria sangre española. Así la anhela toda la nación. [...] Levántese en cada capital del reino una altísima pira de la madera más combustible [...] arrójesele vivo en medio de las voraces llamas, y del humo densísimo que vomite la hoguera bien encendida.”

 En su papel de justiciero denunciaba a todos los agentes de la política: a la Junta Suprema Central por mostrarse incapaz de gobernar el país, a los militares por dedicar más tiempo a sus luchas internas que a pelear contra los franceses, al Consejo de Regencia y a los nobles.
Ante la salida de El Robespierre Español hubo dos tipos de reacciones: por una parte, la de la curiosidad por averiguar quién era el autor, sobre lo que se hicieron cábalas y atribuciones erróneas, por otra, la de los oponentes de su línea de pensamiento cuya virulenta respuesta se concretó en un aluvión de artículos, libelos y folletos que constituyeron una auténtica prensa "anti-Robespierre". El Redactor General, El Censor General y El Zelador patriótico denunciaron casi en todos sus números los abusos cometidos por el Robespierre. El 14 de junio de 1811, a petición del Consejo de Regencia, la Junta de Censura de Cádiz tuvo que deliberar sobre algunos números del periódico y su respuesta fue tajante: “Los números 1, 2, 3, 4 y 5 se dieron por libres a la unanimidad. El N° 6, infamatorio y subversivo [...] Lo mismo con el N° 7”. Y la explicación dada fue: “La libertad de imprenta permite el uso pero no su abuso [...] el autor más bien que el amigo de las leyes es el destructor de las leyes”. En la sesión de las Cortes de 22 de mayo José Antonio de Larrumbide, ministro de Gracia y Justicia, había comunicado que el Consejo de Regencia podía tomar las medidas oportunas contra los autores de escritos considerados sediciosos sin pasar por las Juntas de Censura. La reacción del autor de El Robespierre Español fue la de preparar para el Nº 10 un ataque directo contra Larrumbide, lanzando una campaña de comunicación antes de editarlo y anunciando con carteles y pasquines su inminente publicación el 26 de junio. El mismo día de la salida el ministro de Gracia y Justicia envió al gobernador militar de Cádiz a la imprenta donde se tiraba el periódico para exigir del impresor Periu por la fuerza el nombre del autor. Pedro Pascasio Fernández Sardinó, médico consultor en el Hospital Militar de San Carlos que ya antes había publicado El Diario de Badajoz (1808) y El Almacén Patriótico (1808), fue el nombre al fin desvelado.
El 9 de julio de 1811 Fernández Sardinó fue detenido y puesto primero en prisión preventiva, aunque después se le trasladó al Hospital de San Carlos por hallarse enfermo. El Consejo de Regencia exigió que fuera llevado a la cárcel y el 7 de agosto el gobernador militar trató de ejecutar la orden, pero el periodista fue víctima de un choque séptico y estuvo a punto de morir. Se tomó entonces conciencia de la gravedad y se le dejó en el hospital, ordenándose que un médico emitiera a diario un parte sobre su salud. No debió de estimarse conveniente la muerte del afamado periodista, preso por su ejercicio de la libertad de imprenta, y convertido en héroe y mártir.
En los escritos de su reclusión Sardinó se identificó con El Robespierre español hasta el punto de utilizarlo como heterónimo:
“Lo que me da furor es que hayan esperado a que el Robespierre Español esté sin libertad para desenfrenarse contra él cuatro egoístas aduladores que son los que insultan verdaderamente a la religión, a la Patria, a las Cortes y al Gobierno. A todos los conozco muy bien, y el alto desprecio con que ha mirado el público sus desatinadas producciones me ahorra a mí el trabajo de impugnarlas. Escriban contra mí pero no se apelliden ni hermano, ni primo, ni pariente del Robespierre Español, cuyos delitos son haber servido ardientemente a su patria como publicista, como militar y como médico.”.

Durante los siete meses de arresto, su mujer −la portuguesa María del Carmen Silva, con quien se había casado en el propio hospital− continuó publicando El Robespierre Español desde el N° 11 hasta el N° 30, lo que también a ella le ha dado cierta consideración de periodista. El 15 de febrero de 1812 Sardinó, sin que la causa estuviera aún resuelta, fue liberado bajo fianza. Volvió a hacerse cargo del periódico y en julio de 1812 el N° 31 de El Robespierre Español inició una segunda época que duró hasta el N° 34. El 16 de febrero de 1813 su causa se cerró con la condena a cuatro años de presidio, que nunca llegó a cumplirse por diversas causas, personales y políticas. El 22 de julio de 1815, por un decreto de la Inquisición, e igual que sucedió con otras muchas publicaciones, El Robespierre Español fue prohibido.
En medio de los vaivenes del reinado de Fernando VII, Sardinó continuó su obra periodística no solo en España sino también en sus exilios de París y Londres. Dan prueba de ello El Redactor General de España (1813; segunda época, 1824), El Español Constitucional (1818-1820; segunda época, 1824-1825) y El Cincinato o el verdadero moderado liberal (1821-1822).
El olvido sepultó al Robespierre Español más de cien años y, según Jean-René Aymes, salió de él gracias a una tesis doctoral de 1984 defendida en Besançon por A. González Hermoso: Pedro Pascasio Fernández Sardinó et la polémique suscitée par le Robespierre Español. De este mismo autor son las nuevas investigaciones recogidas en la publicación El Robespierre y la Robespierra españoles: periodismo y pasión, que nos aporta datos biográficos desconocidos hasta ahora, como el del nacimiento de Sardinó el 22 de febrero de 1781 en la calle de Santiago n° 14 (actual 18) de Madrid.